# Angisciri
Die Angisciri (Angiskiren) waren ein Volksstamm, der im Gefolge des Hunnen Dengizich in der Völkerwanderungszeit in Erscheinung trat.
Der spätantike Geschichtsschreiber Jordanes erwähnt die Angisciri als einen von vier Stämmen, die sich an einem Feldzug Dengizichs beteiligten. Nach dem Tod Attilas im Jahr 453 und dem darauf folgenden Zusammenbruch des Hunnenreiches unternahmen die Ostgoten Feldzüge nach Pannonien und unterwarfen Teile der Landschaft. Dengizich, einer der Söhne Attilas, stellte daraufhin ein Heer aus den verbliebenen loyalen Stämmen der Ultzindur, Angisciri, Bittugores und Bardores zusammen und plünderte die pannonische Stadt Bassiana, woraufhin das Heer von den Goten aus der Gegend verjagt wurde. Das genaue Datum des Überfalls ist unklar, vermutlich erfolgte er aber nach den Jahren 456/57.
Ob es sich bei den Angisciri um einen germanischen oder turkischen Stamm handelte, ist unsicher. Der Slawist Max Vasmer verbindet „Angi“ mit dem altenglischen „Eng“ (Grasland) und deutet den Namen als „Grasland-Skiren“. Dieser Deutung entgegen steht, dass es sich bei den drei anderen Stammesnamen um Namen aus Turksprachen handelt.